# Temple de Confucius d'Urumqi
Le temple de confucius d'Urumqi (chinois : 乌鲁木齐文庙 ; pinyin : Wūlǔmùqí wénmiào) est un temple confucéen datant de 1922, sous la République de Chine (1912-1949). situé dans la ville-préfecture d'Urumqi, capitale de la région autonome ouïghoure du Xinjiang, en République populaire de Chine.

## Galerie

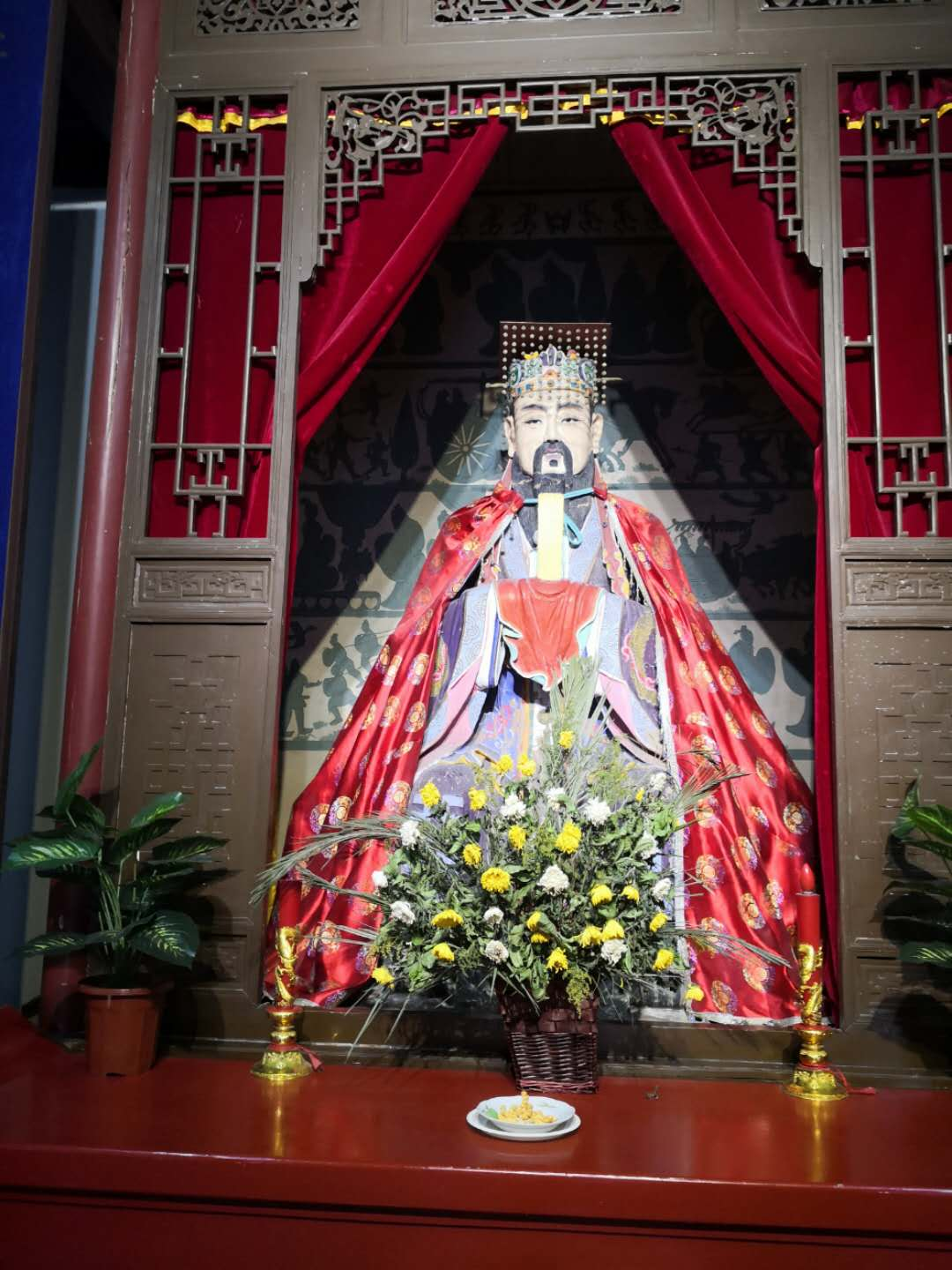
Confucius
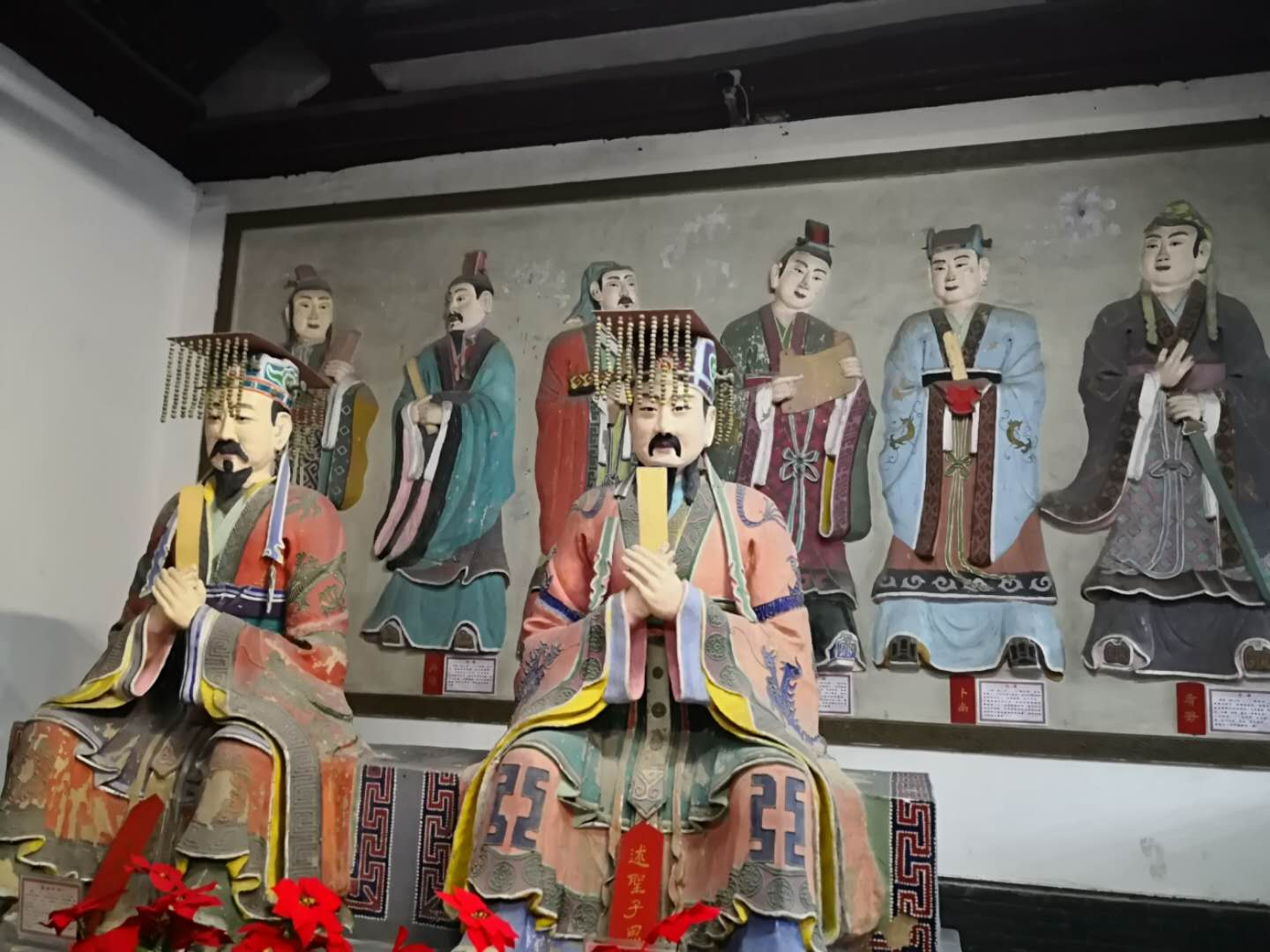
Dans un bâtiment du temple
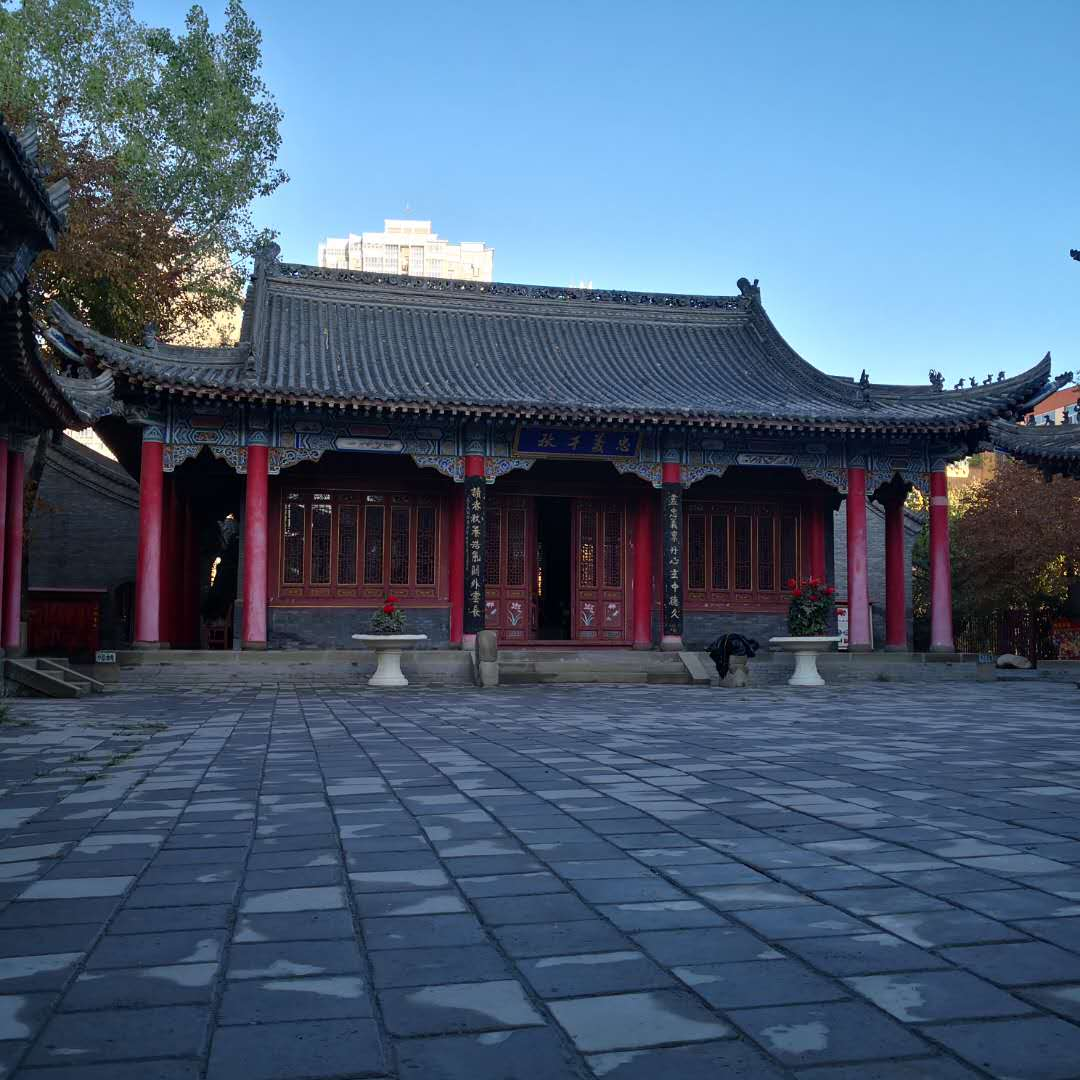
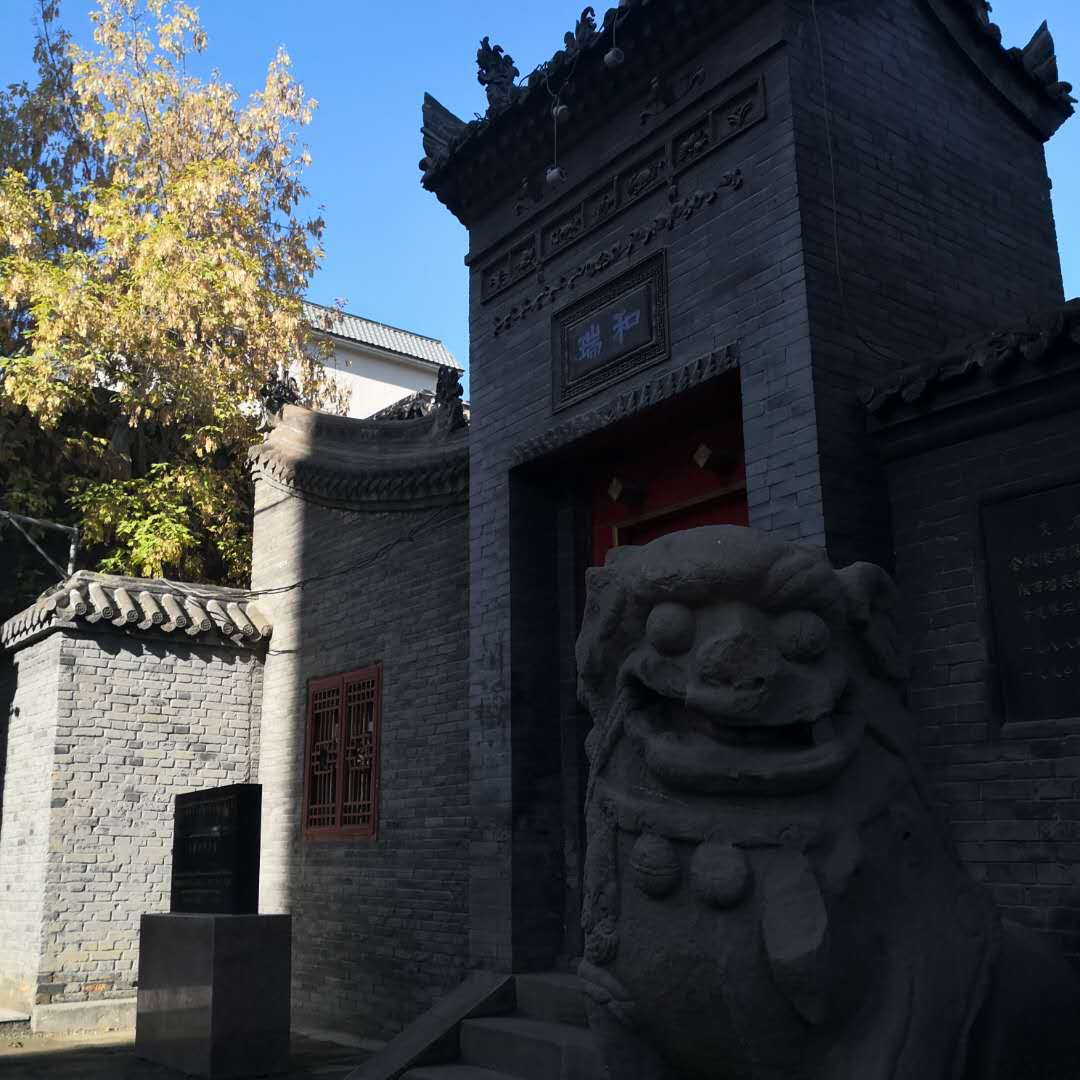
harmonie propice (瑞和)
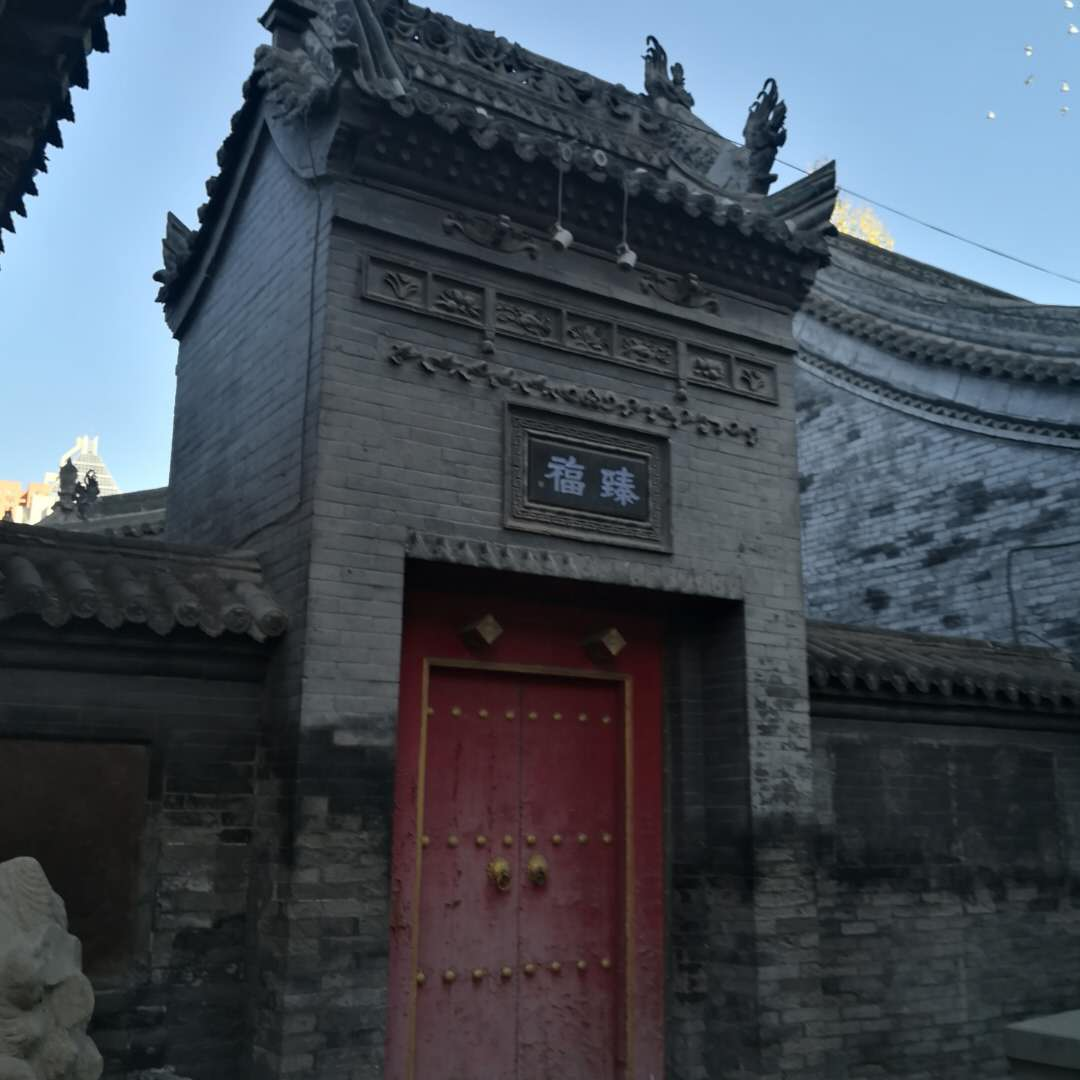
Attendre le bonheur (福臻)